# イセチオン酸
イセチオン酸（イセチオンさん、Isethionic acid）とは、2-ヒドロキシエタンスルホン酸のことである。したがって、ちょうどエタノールの2番炭素、つまり、エタノールの水酸基が付いていない炭素に直結する水素のうちの1つが、スルホン酸基に置換された構造をした分子である。2-ヒドロキシエタンスルホン酸の慣用名を、イセチオン酸と言う。

## 人工的な合成法
イセチオン酸は、三酸化硫黄とエタノールとが反応すると生成することが、1833年にハインリヒ・グスタフ・マグヌスによって報告された

。
しかしながら、この方法によってイセチオン酸を合成することは、すでに時代遅れとなっている。より良い合成法としては、例えば、以下のような方法が存在する。
- エチレンオキシドと亜硫酸水素ナトリウムとを反応させることで、イセチオン酸を得る方法。
- まず、エチレンと三酸化硫黄とを反応させて、Carbyl sulfateを合成する。続いて、Carbyl sulfateを加水分解することによってイセチオン酸を得る方法。

## 生合成
イセチオン酸と構造が似た物質としては、例えばタウリンが挙げられる。タウリンとは、2-アミノエタンスルホン酸の慣用名であることから明らかなように、イセチオン酸の持つ水酸基が、アミノ基に置換されたものがタウリンである。そして、イヌの心臓組織が、タウリンをイセチオン酸に変える能力を持っている可能性が示唆されている

。

## 用途
イセチオン酸の用途としては、以下のようなものがある。

### 合成原料
- イセチオン酸を分子内脱水させることで、エテンスルホン酸を得ることができる。
- 記述の通り、イセチオン酸とタウリンは1つの官能基が置換されただけの違いしかない。タウリンを人工的に合成する際に、その原料としてイセチオン酸を用いることもある。
- 一部の界面活性剤の合成原料にされることもある。まず、イセチオン酸の持つ水酸基と、ドデカン酸の持つカルボキシ基とを脱水縮合させてエステルにする。このエステルに存在するイセチオン酸由来のスルホン酸基を、ナトリウムとの塩の形にしたものは、生分解性の陰イオン界面活性剤として利用されることがある[3]。つまり、イセチオン酸の部分、特にイオン化するくらいに強い電荷の偏りを持ったスルホン酸基の部分が親水性の部分を持つ。そして、主にドデカン酸の炭化水素鎖の部分が親油性の部分としての役割を持つ。

### 製薬
薬剤の中には、有効成分がイセチオン酸との塩の形にした上で利用されているものもある。例えば、ペンタミジンはペンタミジンイセチオン酸塩として、ヘキサミジンはヘキサミジンイセチオン酸塩として利用されている

。

### 添加物
洗顔料やシャンプーなどに、イセチオン酸のナトリウム塩が添加されることもある

。